# Processo cognitivo
Un processo cognitivo è un approccio all'analisi della cognizione che utilizza la conoscenza esistente e scopre nuove conoscenze o una funzione dell'intelletto necessaria alla formazione di un qualsiasi contenuto di conoscenza e che implica pensare alle possibilità. I processi cognitivi sono: percezione, attenzione, pensiero, intelligenza, formazione della conoscenza, memoria, memoria di lavoro,  giudizio, valutazione, ragionamento, calcolo, decisione, risoluzione dei problemi, comprensione, produzione del linguaggio e immaginazione.

## Descrizione
L'acquisizione della conoscenza procede attraverso molteplici percorsi culturali e intellettuali fra loro interconnessi, determinati dalle particolari comunità sociali a cui si appartiene e dalle particolari esperienze cui si è sottoposti.
Una conoscenza debole della realtà, ad esempio in un giovane, si può fondare su microteorie che fungono da cornice interpretativa oppure su paradigmi, cioè osservazioni e ipotesi valide sino a successiva confutazione.
La struttura cognitiva di base ha la tendenza a consolidare convinzioni e idee che siano state formulate nel lontano passato e che abbiano sempre riscontrato elementi di conferma nell'esperienza quotidiana. Naturalmente la permanenza costante in un medesimo contesto relazionale rende facile che le opinioni condivise in tale contesto si rafforzino a vicenda.
Si tratta di modelli mentali fortemente strutturati e incisi nella profondità della psiche del soggetto. La conseguenza di questo processo reiterativo è una marcata tendenza a non modificarsi o comunque a modificarsi lentamente e parzialmente.
Per questo l'"esperienza" nel processo cognitivo consiste nell'approccio aperto a relazioni diverse da quelle consolidate nell'ambiente circostante, per consentire quel distacco mentale che nascendo da un confronto con le basi cognitive acquisite può rinnovarle con un'ulteriore e più stringente verifica.
L'apprendimento può essere visto come un processo di modifica e ristrutturazione di questi dati contenuti sotto forma di schema rappresentativo.
Quando le strutture mentali preesistenti si manifestano come palesemente inadeguate alle nuove situazioni che si presentano, interviene il processo di adeguamento che consente alla coscienza e conoscenza di modificarsi per rendersi compatibile con il nuovo modello di realtà esterna.
In un ambiente costante e consolidato, non vi sono stimoli sufficienti per consentire questo "salto nel buio", in quanto è come se tutto fosse "illuminato" e conosciuto: non vi sono motivazioni sufficienti per modificare il proprio modo di pensare in quanto esso è appropriato.

## Citazioni
Nel 1998, Étienne Wenger disse: "L'istruzione non è causa dell'apprendimento, ma essa crea un contesto in cui l'apprendimento prende posto come fa in altri contesti."